# Brigade
Brigade és un grup de rock, post-hardcore de Londres, Anglaterra.

## Orígens
Brigade es va formar l'any 2003. Les primeres gires els van veure guanyar una batalla de grups de música al Emergenza festival a West One Four venue de West Kensington al maig del 2004 (and hence 'beating' the band that was to become GoodBooks who were then known as the Fingerprints).
Brigade va estrenar el seu primer EP, "Made to Wreck", el 12 de setembre de 2005. Per donar suport aquesta sortida del seu EP i per a donar-se a conèixer, van realitzar un tur amb diverses bandes, una de les quals era Fightstar, qui tenia com a representant (Charlie Simpson) el germà petit d'en Will.

## Membres
- Will Simpson - Vocal / Guitarra
- James Plant - Guitarra / Vocal
- Naoto Hori - Baix
- Andrew Kearton - Bateria

## Antics Membres
- Nathaniel Finbow - Bateria (2004 - 21/5/2007)

## Discografia

### Demos
- Early Sessions Demo
- Acoustic CD
- Safe Hands Demo

### EPs
| Títol           | Data de lliurament      | Discogràfica |
| --------------- | ----------------------- | ------------ |
| "Made to Wreck" | 12 de Setembre del 2005 | Mighty Atom  |

### Àlbums
| Títol                   | Data de lliurament  | Discogràfica |
| ----------------------- | ------------------- | ------------ |
| "Lights"                | 29 May 2006         | Mighty Atom  |
| "Come Morning We Fight" | 12 de Maig del 2008 | Caned & Able |

### Senzills
| Any  | Títol                          | Posicions a les llistes | Posicions a les llistes | Posicions a les llistes | Àlbum                 |
| Any  | Títol                          | UK Singles Chart        | UK Rock Chart           | UK Indie Chart          | Àlbum                 |
| ---- | ------------------------------ | ----------------------- | ----------------------- | ----------------------- | --------------------- |
| 2006 | "Magneto"                      | 134                     | 3                       | 9                       | Lights                |
| 2006 | "Meet Me At My Funeral"        | -                       | 4                       | 17                      | Lights                |
| 2006 | "Guillotine"                   | -                       | -                       | 23                      | Lights                |
| 2008 | "Shortcuts" (Només descàrrega) | -                       | -                       | -                       | Come Morning We Fight |
| 2008 | "Pilot"                        | -                       | -                       | -                       | Come Morning We Fight |
| 2008 | "Sink, Sink, Swim"/"Stunning"  | -                       | -                       | -                       | Come Morning We Fight |

### Vídeos musicals
| Any  | Títol                   | Director                   |
| ---- | ----------------------- | -------------------------- |
| 2006 | "Magneto"               | Rod Thomas                 |
| 2006 | "Meet Me At My Funeral" | Adam Mason                 |
| 2006 | "Guillotine"            | Adam Mason                 |
| 2008 | "Pilot"                 | Nicolas Bartlett           |
| 2008 | "Sink, Sink, Swim"      | EPC (Encara Per Confirmar) |
| 2008 | "Stunning"              | EPC                        |

## Curiositats
- Will Simpson és el germà més gran de Charlie Simpson, el cantant i guitarrista de Fightstar, i del cantant Edd Simpson, cantant i guitarrista de Prego.
- Brigade van ser nominats pel "Millor recent arribat britànic" (Best British Newcomer) en els Premis de Kerrang 2.006, però al final "Bring Me the Horizon" va ser el grup que es va emportar aquesta menció.